# Çöğürlük, Ovacık
Çöğürlük là một xã thuộc huyện Ovacık, tỉnh Tunceli, Thổ Nhĩ Kỳ. Dân số thời điểm năm 2010 là 25 người.